# Anders Björne
Lars Anders Joen Björne, född 24 oktober 1959 i Spånga, är en svensk skådespelare och regissör. 

## Biografi
Björne är son till filmfotografen Lars Björne, bror till skådespelaren Mia Mountain och barnbarn till skådespelarparet Hugo och Gerda Björne.
Han gick skådespelarlinjen vid Teaterhögskolan i Malmö 1986–1989 och har därefter varit verksam som skådespelare och regissör vid bland annat Unga Klara i Stockholm, Unga Riks, Folkteatern i Gävleborg, Teater Brunnsgatan Fyra och Playhouse teater i Stockholm. Björne är även grundare av och konstnärlig ledare för Teater Tilja.

## Teater

### Roller (ej komplett)
| År   | Roll              | Produktion               | Regi            | Teater                 |
| ---- | ----------------- | ------------------------ | --------------- | ---------------------- |
| 1987 | Doktor Williamson | Chang Eng Göran Tunström | Henric Holmberg | Stockholms stadsteater |

- Onkel Vanja i Onkel Vanja av Anton Tjechov (Teaterhögskolan i Malmö, regi Alexa Visarion)
- Kreon i Antigone av Sofokles (Profilteatern i Umeå, regi Leif Norinder)
- Kaspar Hauser i Kaspar Hauser (Skottes musikteater i Gävle, regi Göran Bohman)
- Caliban i Stormen av William Shakespeare (Profilteatern i Umeå, regi Leif Norinder)
- Hamlet i Hamlet av William Shakespeare (Västerbottensteatern i Skellefteå, regi Michael Cocke)
- Caligula i Caligula av Albert Camus (Ögonblicksteatern i Umeå, regi Arne Berggren)
- Ernst-Ludwig i Cabaret av Fred Ebb och John Kander (Riksteatern, regi Philip Zandén)
- Det fega lejonet i Den underbara trollkarlen från Oz (Folkteatern i Gävleborg på Träteatern i Järvsö, regi Peter Oskarson)
- Börje i Inget fel på kanel av Thomas Tidholm) (Teater Brunnsgatan Fyra, regi Thomas Tidholm)

### Regi (ej komplett)
| År   | Produktion                                               | Upphovsmän                                                      | Teater            |
| ---- | -------------------------------------------------------- | --------------------------------------------------------------- | ----------------- |
| 2005 | Frozen                                                   | Bryony Lavery Översättning Birgitta Prejborn                    | Playhouse Theater |
| 2006 | Three days of Rain                                       | Richard Greenberg Översättning Elisabet Klason och Björn Lönner | Playhouse Theater |
| 2010 | Venus i päls Venus in Fur                                | David Ives                                                      | Playhouse Theater |
| 2013 | Skapande dramatik för vuxna Circle Mirror Transformation | Annie Baker                                                     | Playhouse Theater |

- Fröken Else av Arthur Schnitzler (Teater Tilja på Teater Bristol, Friteatern i Sundbyberg)
- Sganarelle! av Molière och Anders Björne (Teater Tilja på Hallwylska palatsets gård i Stockholm)
- Oleanna av David Mamet (Playhouse teater i Stockholm)

## Filmografi
- 1986 – White Lady
- 1991 – Harry Lund lägger näsan i blöt!
- 1992 – Manskören (kortfilm)
- 1998 – Pip-Larssons (TV-serie)
- 1998 – S:t Mikael (TV-serie)
- 2004 – Falla vackert

### Fotnoter
1. ↑  ”Anders Björne”. Svensk Filmdatabas. http://sfi.se/sv/svensk-filmdatabas/Item/?type=PERSON&itemid=212084&ref=%2ftemplates%2fSwedishFilmSearchResult.aspx%3fid%3d1225%26epslanguage%3dsv%26searchword%3dAnders+Bj%C3%B6rne%26type%3dPerson%26match%3dBegin%26page%3d1%26prom%3dFalse. Läst 15 oktober 2012.